# Монте Малбе (Перуђа)
Монте Малбе је насеље у Италији у округу Перуђа, региону Умбрија.
Према процени из 2011. у насељу је живело 95 становника. Насеље се налази на надморској висини од 532 м.